# Associazione Sportiva Siracusa 1965-1966
Questa voce raccoglie le informazioni riguardanti l'Associazione Sportiva Siracusa nelle competizioni ufficiali della stagione 1965-1966.

## Rosa
| N. |                   | Ruolo | Calciatore            |
| -- | ----------------- | ----- | --------------------- |
|    | Italia (bandiera) | C     | Giuseppe Appio        |
|    | Italia (bandiera) | C     | Francesco Artale      |
|    | Italia (bandiera) | A     | Antonio Berto         |
|    | Italia (bandiera) | C     | Enrico Casini         |
|    | Italia (bandiera) | C     | Antonino Cilio        |
|    | Italia (bandiera) | A     | Francesco Cilio       |
|    | Italia (bandiera) | D     | Sandro Degl'Innocenti |
|    | Italia (bandiera) | D     | Vittorio Drago        |
|    | Italia (bandiera) | P     | Bruno Ducati          |
|    | Italia (bandiera) | C     | Mario Erna            |
|    | Italia (bandiera) | C     | Oscar Frignani        |

| N. |                   | Ruolo | Calciatore         |
| -- | ----------------- | ----- | ------------------ |
|    | Italia (bandiera) | A     | Bruno Meneghetti   |
|    | Italia (bandiera) | A     | Diego Oreste       |
|    | Italia (bandiera) | D     | Giuseppe Peretta   |
|    | Italia (bandiera) | C     | Lauro Pomaro       |
|    | Italia (bandiera) | P     | Lino Ratto         |
|    | Italia (bandiera) | C     | Marcello Scali     |
|    | Italia (bandiera) | C     | Franco Schincaglia |
|    | Italia (bandiera) | A     | Rocco Testa        |
|    | Italia (bandiera) | C     | Ettore Tuccitto    |
|    | Italia (bandiera) | P     | Luigi Zibordi      |